# Littorophiloscia culebrae
Littorophiloscia culebrae là một loài chân đều trong họ Philosciidae. Loài này được Moore miêu tả khoa học năm 1901.